# Gary Heidnik
Gary Heidnik (22 november 1943 - 7 juli 1999) was een Amerikaans seriemoordenaar, kannibaal en verkrachter, die een aantal vrouwen misbruikte en er vijf ontvoerde, en vasthield in zijn kelder. Twee van hen overleefden dit niet.

## Levensloop
In 1962 werd Heidnik uit het Amerikaanse leger ontslagen wegens zijn voortschrijdende geestesziekte. Psychiaters constateerden dat hij aan beginnende schizofrenie leed. Toch wist hij een baan als verpleger te verkrijgen in 1965. Hij was zeer spaarzaam en belegde zijn geld, tot het tot $ 500.000 was aangegroeid. Hij zocht toenadering tot eenzame Latijns-Amerikaanse vrouwen in zijn kliniek, lokte hen mee naar huis en had seks met ze. Uit deze vrouwen ronselde Heidnik leden voor een sekte, de United Church of the Ministries of God, die in feite slechts een spiritueel kader vormde voor zijn bizarre orgieën. Na klachten van buren verhuisde hij. 
Heidnik kocht in 1977 en 1978 luxueuze auto's van zijn koerswinsten op de aandelenbeurs, en ontdook de belastingen. Zijn Cadillac was zijn grote trots. In die periode kwam hij echter ook voor het eerst met justitie in aanraking, wegens het misbruiken van een gehandicapte vrouw. 

## De horrorkelder
Uiteindelijk zat Heidnik 4 jaar vast, waarbij hij drie zelfmoordpogingen deed. Weer op straat begon hij onmiddellijk opnieuw met zijn United Church of the Ministries of God, en haalde een 22-jarige Filipijnse naar Amerika, met wie hij trouwde. Het huwelijk werd voor haar een nachtmerrie: hij mishandelde en verkrachtte haar, en dwong haar mee te doen met zijn seksuele orgieën. Toen zij een aanklacht tegen hem indiende, had hij inmiddels wel grotere problemen.
In de tussentijd had Heidnik namelijk vijf vrouwen, Deborah Dudley, Josefina Rivera, Sandra Lindsay, Lisa Thomas en Jacqueline Askins, ontvoerd en in zijn kelder opgesloten. Ze moesten er leven onder vreselijke en onhygiënische omstandigheden, terwijl Heidnik zijn seksuele driften op hen botvierde. Bovendien mochten ze niet baden, werden ze mishandeld, en moesten ze de kelder delen met de honden. Samen moesten ze hetzelfde hondenvoer eten. Hij wilde zo veel mogelijk kinderen bij hen verwekken, om zo een nieuwe gemeenschap met zichzelf als stamvader te beginnen.
Toen Sandra Lindsay aan haar mishandelingen overleed, werd haar vlees aan de honden en de overgebleven vier vrouwen gevoerd. Toen Deborah Dudley weerbarstigheid bleef tonen, vermoordde Heidnik haar door haar te elektrocuteren. Rivera werd door hem bij zijn misdaden betrokken en tot medeplichtige gemaakt. Ze werd door hem aangezet tot meedoen met de martelingen en de executie van Dudley, maar ontsnapte wel en gaf Heidnik aan. Later kwam men tot de conclusie dat Rivera in feite niet anders kon, gezien de enorme druk waaraan zij blootstond.

## Vonnis
Heidnik werd uiteindelijk gearresteerd, veroordeeld, en op 7 juli 1999 geëxecuteerd. Hij werd failliet verklaard en zijn vermogen werd verdeeld tussen zijn slachtoffers. De feiten waarvan hij was beschuldigd waren dermate gruwelijk, dat aanvankelijk geen enkele advocaat hem wilde verdedigen.

## In de media
- In 1992 verscheen het boek Cellar of Horror, waarin auteur Ken Englade  verslag doet van Heidnics terreurdaden, achtergrond en proces.